# Social Register
Das Social Register ist eine Liste von erfolgreichen und prominenten Personen in den USA, denen eine besondere Bedeutung im gesellschaftlichen Bereich zugeschrieben wird.

## Aufnahmekriterien
Es wurden nur Personen der besseren Gesellschaft oder mit „old money“ (Familien, die ihren Reichtum über viele Generationen weitervererbt haben) in die Liste aufgenommen. Ein weiteres Kriterium war ein Wohnsitz in den Städten Baltimore, Boston, Chicago, Cleveland, Detroit, New Orleans, New York, Philadelphia, Pittsburgh, Portland, Providence, San Francisco, Seattle und Washington, D.C., den sogenannten „Social Register Cities“.
In Europa gab es ähnliche Systeme, wie z. B. Burke’s Peerage & Landed Gentry.